# NBA 1954/55
NBA 1954/55 was het 9e seizoen van de NBA. Het begon op 30 oktober 1954 en eindigde op 10 april 1955, toen Syracuse Nationals de zevende wedstrijd van de NBA Finale met 92-91 won en daarmee op 4-3 kwam in de serie tegen verliezend finalist Fort Wayne Pistons. Voor Syracuse Nationals (in 1963 omgedoopt tot Philadelphia 76ers) was het de eerste NBA-titel in de clubgeschiedenis, behaald in haar derde NBA-finale ooit en de tweede op rij.
De NBA voerde in seizoen 1954/55 de schotklok in om het spel te versnellen. Het werd teams verplicht om binnen 24 seconden een schot te lossen. Bij een overschrijding van die tijd ging de bal voortaan naar de tegenpartij. De competitie begon met negen teams, maar ging verder met acht nadat Baltimore Bullets na veertien speelronden werd opgeheven. De resultaten van de al gespeelde wedstrijden van (en tegen) de Bullets werden geschrapt. De Hawks speelden in 1954/55 hun laatste seizoen als Milwaukee Hawks. De organisatie ging in 1955/56 verder als St. Louis Hawks.

## Eindstand regulier seizoen
| Eastern Conference    | W  | V  |
| --------------------- | -- | -- |
| Syracuse Nationals    | 43 | 29 |
| New York Knicks       | 38 | 34 |
| Boston Celtics        | 36 | 36 |
| Philadelphia Warriors | 33 | 39 |

| Western Conference | W  | V  |
| ------------------ | -- | -- |
| Fort Wayne Pistons | 43 | 29 |
| Minneapolis Lakers | 40 | 32 |
| Rochester Royals   | 29 | 43 |
| Milwaukee Hawks    | 26 | 46 |

## Playoffs
|  | Division Semifinals | Division Semifinals |                    |   | Division Finals | Division Finals |  |  | NBA Finals | NBA Finals |
|  |                     |                     |                    |   |                 |                 |  |  |            |            |
|  |                     |                     |                    |   |                 |                 |  |  |            |            |
|  |                     |                     |                    |   |                 |                 |  |  |            |            |
|  |                     |                     |                    |   |                 |                 |  |  |            |            |
|  | Syracuse Nationals  |                     |                    |   |                 |                 |  |  |            |            |
|  |                     |                     |                    |   |                 |                 |  |  |            |            |
|  | Bye                 |                     |                    |   |                 |                 |  |  |            |            |
|  | Syracuse Nationals  | 3                   |                    |   |                 |                 |  |  |            |            |
|  | Syracuse Nationals  | 3                   |                    |   |                 |                 |  |  |            |            |
|  |                     | Boston Celtics      | 2                  |   |                 |                 |  |  |            |            |
|  | Boston Celtics      | Boston Celtics      | 2                  | 2 |                 |                 |  |  |            |            |
|  | Boston Celtics      |                     |                    | 2 |                 |                 |  |  |            |            |
|  | New York Knicks     | 1                   |                    |   |                 |                 |  |  |            |            |
|  | New York Knicks     | 1                   | Syracuse Nationals | 4 |                 |                 |  |  |            |            |
|  |                     |                     | Syracuse Nationals | 4 |                 |                 |  |  |            |            |
|  |                     | Fort Wayne Pistons  | 3                  |   |                 |                 |  |  |            |            |
|  | Fort Wayne Pistons  | Fort Wayne Pistons  | 3                  |   |                 |                 |  |  |            |            |
|  |                     |                     |                    |   |                 |                 |  |  |            |            |
|  | Bye                 |                     |                    |   |                 |                 |  |  |            |            |
|  | Fort Wayne Pistons  | 3                   |                    |   |                 |                 |  |  |            |            |
|  | Fort Wayne Pistons  | 3                   |                    |   |                 |                 |  |  |            |            |
|  |                     | Minneapolis Lakers  | 1                  |   |                 |                 |  |  |            |            |
|  | Rochester Royals    | Minneapolis Lakers  | 1                  | 1 |                 |                 |  |  |            |            |
|  | Rochester Royals    |                     |                    | 1 |                 |                 |  |  |            |            |
|  | Minneapolis Lakers  | 2                   |                    |   |                 |                 |  |  |            |            |
|  | Minneapolis Lakers  | 2                   |                    |   |                 |                 |  |  |            |            |

## Beste statistieken
- Meeste punten: Neil Johnston (Philadelphia Warriors)
- Meeste rebounds: Neil Johnston (Philadelphia Warriors)
- Meeste assists: Bob Cousy (Boston Celtics)
- Hoogste percentage veldscores: Larry Foust (Fort Wayne Pistons)
- Hoogste percentage vrije worpen: Bill Sharman (Boston Celtics)

1950 · 1951 · 1952 · 1953 · 1954 · 1955 · 1956 · 1957 · 1958 · 1959 · 
1960 · 1961 · 1962 · 1963 · 1964 · 1965 · 1966 · 1967 · 1968 · 1969 · 
1970 · 1971 · 1972 · 1973 · 1974 · 1975 · 1976 · 1977 · 1978 · 1979 · 
1980 · 1981 · 1982 · 1983 · 1984 · 1985 · 1986 · 1987 · 1988 · 1989 · 
1990 · 1991 · 1992 · 1993 · 1994 · 1995 · 1996 · 1997 · 1998 · 1999 · 
2000 · 2001 · 2002 · 2003 · 2004 · 2005 · 2006 · 2007 · 2008 · 2009 · 
2010 · 2011 · 2012 · 2013 · 2014 · 2015 · 2016 · 2017 · 2018 · 2019 · 
2020 · 2021 · 2022 · 2023 · 2024